# Infinity Awards
Gli Infinity Awards sono stati inaugurati nel 1985 dal International Center of Photography per "porre l'attenzione del pubblico sui traguardi spettacolari raggiunti nella fotografia, rendendo omaggio a individui dalle carriere differenti e identificando i futuri luminari nel campo". 
La cerimonia di consegna degli Infinity Awards serve a raccogliere fondi per finanziare le attività dell'ICP (International Center of Photography), incluse esibizioni, collezioni, la formazione di gruppi di lavoro e le attività della ICP School.
I premi Cornell Capa, Lifetime Achievement e ICP Trustees vengono assegnati tutti gli anni in maniera speciale. Gli altri premi invece sono assegnati da una giuria composta per elezione, che cambia ogni anno.

## Lista dei premi
- Lifetime Achievement
- Cornell Capa Award
- Getty Images Lifetime Achievement
- ICP Trustees Award
- Master of Photography
- Applied/Fashion/Advertising Photography
- Applied Photography
- Photojournalism
- Art
- Writing
- Publication
- Design
- Young Photographer
- Special Commendations

## Lista dei vincitori dei premi

### Lifetime Achievement
- 2008 - Malick Sidibé
- 2007 - William Klein
- 2006 - Lee Friedlander
- 2000 - Nathan Lyons
- 1999 - Harold Evans
- 1998 - Naomi Rosenblum e Walter Rosenblum
- 1997 - Robert Delpire
- 1996 - Cornell Capa
- 1995 - John Szarkowski
- 1994 - Howard Chapnick
- 1993 - Stefan Lorant
- 1992 - Carl Mydans
- 1991 - Andreas Feininger
- 1990 - Gordon Parks
- 1989 - Alexander Liberman
- 1988 - Edwin H. Land
- 1987 - Harold Edgerton
- 1986 - Edward K. Thompson

### Cornell Capa Award
Il Cornell Capa Award (creato nel 2000) prende il nome dal fondatore dell'International Center of Photography, Cornell Capa.
- 2007 - Milton Rogovin
- 2006 - Don McCullin
- 2005 - Susan Meiselas
- 2004 - Josef Koudelka
- 2003 - Marc Riboud
- 2002 - Here is New York: a democracy of photographs
- 2001 - Mary Ellen Mark
- 2000 - Robert Frank

### Getty Images Lifetime Achievement
- 2005 - Bruce Weber
- 2004 - William Eggleston
- 2003 - Bernd e Hilla Becher
- 2002 - Michael E. Hoffman (1942–2001)/Aperture Foundation
- 2001 - Roger Therond

### ICP Trustees Award
- 2008 - Diane Keaton
- 2007 - Karl Lagerfeld
- 2006 - Getty Images/Mark Getty e Jonathan Klein

### Master of Photography
- 1999 - Arnold Newman
- 1998 - Roy DeCarava
- 1997 - Helen Levitt
- 1996 - Horst P. Horst
- 1995 - Eve Arnold
- 1994 - Henri Cartier-Bresson
- 1993 - Richard Avedon
- 1992 - Lennart Nilsson
- 1991 - Harry Callahan
- 1990 - Yousuf Karsh
- 1989 - Berenice Abbott
- 1988 - Alfred Eisenstaedt
- 1987 - Manuel Álvarez Bravo
- 1986 - Hiroshi Hamaya
- 1985 - André Kertész

### Fotografia di moda/ pubblicitaria/ applied photography
- 2008 - Craig McDean
- 2007 - Gap
- 2006 - Steven Meisel

### Applied Photography
- 2005 - Deborah Turbeville
- 2004 - Alison Jackson
- 2003 - Thái Công
- 2002 - RJ Muna
- 2001 - Philip-Lorca diCorcia
- 2000 - Hubble Heritage Project
- 1999 - Julius Shulman
- 1998 - Inez van Lamsweerde e Vinoodh Matadin
- 1997 - David LaChapelle
- 1996 - Wolfgang Volz
- 1995 - Josef Astor
- 1994 - Bruce Weber
- 1993 - Geof Kern
- 1992 - Oliviero Toscani
- 1991 - Herb Ritts
- 1990 - Annie Leibovitz
- 1989 - Joyce Tenneson
- 1988 - Guy Bourdin
- 1987 - Jay Maisel
- 1985 - Sarah Moon

### Fotogiornalismo
- 2008 - Anthony Suau
- 2007 - Christopher Morris, My America
- 2006 - Yuri Kozyrev
- 2005 - The New Yorker
- 2004 - Simon Norfolk
- 2003 - Alex Majoli
- 2002 - Tyler Hicks
- 2001 - Luc Delahaye
- 2000 - James Nachtwey
- 1999 - Alexandra Boulat
- 1998 - Steve Hart
- 1997 - Mary Ellen Mark
- 1996 - Lise Sarfati
- 1995 - Gilles Peress
- 1994 - Hans-Jurgen Burkard
- 1993 - James Nachtwey
- 1992 - Christopher Morris
- 1991 - Antonin Kratochvil
- 1990 - Jacques Langevin
- 1989 - James Nachtwey
- 1988 - Sebastião Salgado
- 1987 - Eugene Richards
- 1986 - Sebastião Salgado
- 1985 - Alberto Venzago

### Arte
- 2008 - Edward Burtynsky
- 2007 - Tracey Moffatt
- 2006 - Thomas Ruff
- 2005 - Loretta Lux
- 2004 - Fiona Tan
- 2003 - Zarina Bhimji
- 2002 - Shirin Neshat
- 2001 - Andreas Gursky
- 2000 - Adam Fuss
- 1999 - Hiroshi Sugimoto
- 1998 - Sigmar Polke
- 1997 - Christian Boltanski
- 1996 - Annette Messager
- 1995 - Clarissa T. Sligh
- 1994 - Cindy Sherman
- 1993 - Anselm Kiefer
- 1992 - Mike and Doug Starn
- 1991 - Duane Michals
- 1990 - Chuck Close
- 1989 - Arnulf Rainer
- 1988 - Georges Rousse e Joel-Peter Witkin
- 1987 - Robert Rauschenberg
- 1986 - Lucas Samaras
- 1985 - David Hockney

### Letteratura
- 2008 - Bill Jay
- 2007 - David Levi Strauss
- 2006 - Geoff Dyer
- 2005 - Vince Aletti
- 2004 - Scott Sinclair
- 2001 - Eugenia Parry
- 2000 - Andy Grundberg
- 1999 - John Morris
- 1998 - Robert Coles
- 1997 - Vicki Goldberg
- 1996 - A.D. Coleman
- 1995 - Deborah Willis
- 1994 - Maria Morris Hambourg e Pierre Apraxine
- 1993 - Arthur C. Danto
- 1992 - Alan Trachtenberg
- 1991 - Anna Fárová
- 1990 - Max Kozloff
- 1989 - John Szarkowski
- 1988 - Peter Galassi

### Pubblicazioni
- 2008 - An American Index of the Hidden and Unfamiliar. Taryn Simon.
- 2007 - Sommes-Nous?. Tendance Floue.
- 2006 - Things As They Are, Photojournalism in Context Since 1955. Chris Boot Ltd.
- 2005 - Lodz Ghetto Album: Photographys by Henryk Ross. Chris Boot Ltd.
- 2004 - Diane Arbus: Revelations, Doon Arbus and Elizabeth Sussman. Random House.
- 2003 - Hide That Can, Deirdre O'Callaghan. Trolley Ltd.
- 2002 - Kiosk: A History of Photojournalism, Robert Lebeck and Bodo von Dewitz. Steidl.
- 2001 - Unclassified: A Walker Evans Anthology, Jeff L. Rosenheim and Douglas Eklund. Scalo.
- 2000 - Sumo, Helmut Newton. Taschen.
- 1999 - Juárez: The Laboratory of Our Future, Charles Bowden. Aperture.
- 1998 - REQUIEM by the Photographers Who Died in Vietnam and Indochina, Horst Faas and Tim Page, Editors. Random House.
- 1997 - The Killing Fields, Chris Riley and Douglas Niven, Editors. Twin Palms Publishers.
- 1996 - The Silence, Gilles Peress. Scalo.
- 1995 - Americans We, Photographs and Notes, Eugene Richards. Aperture.
- 1994 - Workers: An Archaeology of the Industrial Age, Sebastião Salgado and Lélia Wanick Salgado. Aperture.
- 1993 - The New York School of Photographs 1936–1963, Jane Livingston. Stewart, Tabori & Chang, Inc.
- 1992 - Passage, Irving Penn. Alfred A. Knopf and Callaway Editions.
- 1991 - Unguided Tour, Sylvia Plachy. Aperture.
- 1990 - On the Art of Fixing a Shadow. Bulfinch Press.
- 1989 - Exiles, Josef Koudelka. Centre National de la Photographie.
- 1988 - Desert Cantos, Richard Misrach. University of New Mexico Press.
- 1987 - New York to Nova Scotia, Robert Frank. Museum of Fine Arts, Houston.
- 1986 - Let Truth Be the Prejudice, W. Eugene Smith. Aperture.
- 1985 - Photo Poche. Centre National de la Photographie.

### Design
- 1999 - Bart Houtman e Guido van Lier
- 1998 - J. Abbott Miller
- 1997 - Chip Kidd
- 1996 - Markus Rasp
- 1995 - Yolanda Cuomo
- 1993 - David Carson
- 1992 - Gunter Rambow
- 1991 - Gran Fury
- 1989 - Michael Rand
- 1988 - Werner Jeker
- 1987 - Hans-Georg Pospischil
- 1986 - Alan Richardson

### Giovani fotografi
- 2008 - Mikhael Subotzky
- 2007 - Ryan McGinley
- 2006 - Ahmet Polat
- 2005 - Tomás Munita
- 2004 - Tomoko Sawada
- 2003 - Jonas Bendiksen
- 2002 - Lynsey Addario
- 2001 - Elinor Carucci
- 2000 - Zach Gold
- 1999 - Nicolai Fuglsig
- 1998 - Michael Ackerman
- 1997 - Lauren Greenfield
- 1996 - Eva Leitolf
- 1995 - Sean Doyle
- 1994 - Fazal Sheikh
- 1993 - Nick Waplington
- 1992 - Klaus Reisinger
- 1991 - Walter Dhladhla
- 1990 - Miro Svolik
- 1989 - Pablo Cabado
- 1988 - Marc Trivier
- 1987 - Paul Graham
- 1986 - Anthony Suau
- 1985 - Masaaki Miyazawa

### Riconoscimenti speciali
Queste persone si sono distinte per il loro significativo contributo al mondo della fotografia.
- 2002 - Special Recognition, The New York Times, "Portraits of Grief"
- 1999 - Special Award, Professor L. Fritz Gruber
- 1994 - Special Citation, Charles Kuralt
- 1991 - Special Citation, Kazuo Suzuki
- 1990 - Curatorial Achievement, Grace Mayer
- 1988 - Certificate of Merit, Wu Yinxian